# Női egyházi személyek listája

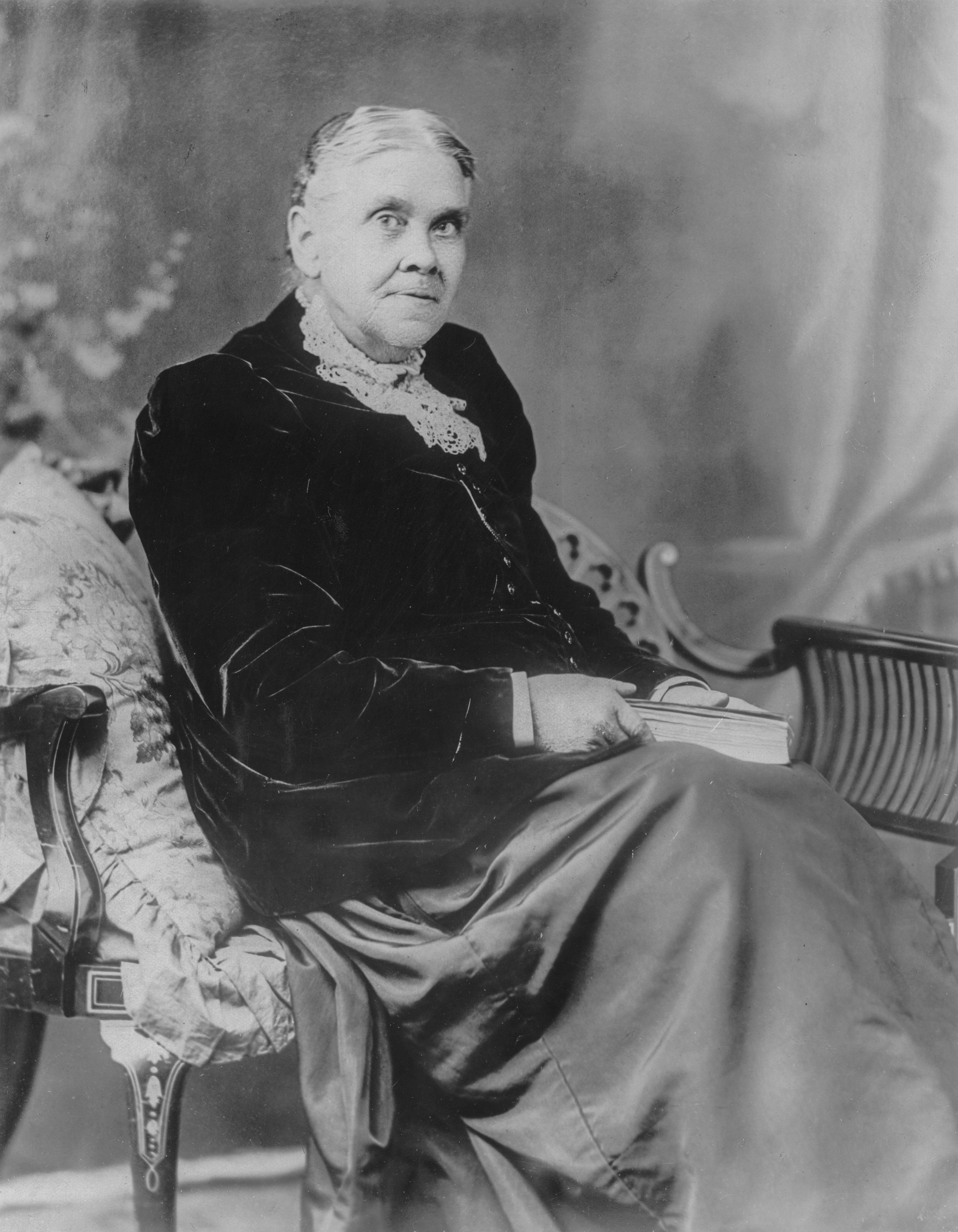
Ellen G. White, az adventista egyház egyik alapítója

Ez a lista a híres női egyházi személyeket tartalmazza.
A magyarokat külön listában gyűjtjük, lásd: Híres magyar nők listája!

## Középkor
- Hildegard von Bingen (1079–1179) apácafőnöknő, misztikus, író, zeneszerző
- Folignói Boldog Angéla katolikus apáca, író
- Johannes Anglicus,  (kb. 850) a legendabeli női pápa

## Korai újkor
- Habsburg–Lotaringiai Mária Erzsébet főhercegnő, (1743–1808) innsbrucki főapátnő
- Habsburg–Lotaringiai Mária Anna főhercegnő, (1770–1809) a prágai Szent Teréz apácakolostor főapátnője

## 19. század
- Ellen G. White (1827–1915) adventista író, egyházalapító

## 20. század
- Habsburg–Lotaringiai Mária Annunciáta főhercegnő, (1876–1961) a prágai Szent Teréz apácakolostor főapátnője
- Kalkuttai Teréz anya (1910–1997) katolikus apáca, rendalapító
- Edith Stein (1891–1942) német apáca, vértanú

## Mai személyek
- Ilse Junkermann német evangélikus püspöknő
- Laila Riksaasen Dahl norvég evangélikus püspöknő
- Rosemarie Köhn  norvég evangélikus püspöknő
- Margot Käßmann  német evangélikus püspöknő